# Britanska napoved vojne Nemčiji (1914)
Združeno Kraljestvo je 4. avgusta 1914 napovedalo vojno Nemčiji. Do vojne napovedi je prišlo zaradi nemške zavrnitve britanskih zahtev za umik nemške vojske iz nevtralne Belgije. Leta 1839 so Združeno kraljestvo, Francija in Prusija (predhodnica Nemškega cesarstva) podpisale Londonsko pogodbo, ki je zagotavljal suverenost Belgije.        
Britanska vlada v Londonu ni bila odgovorna le za zunanje zadeve britanskih kolonij in protektoratov, temveč tudi petih Dominionov, zato je razglasila vojno stanje v imenu celotnega britanskega imperija.

## Kronologija dogodkov
3. avgusta 1914 je britanski zunanji minister Sir Edward Grey sporočil, da je dobil poročilo iz Belgije. Dejal je, da so ga belgijski uradniki  obvestili o nemškem ultimatu, v kateri so Nemci zahtevali prost prehod nemških čet do Francije preko ozemlja Kraljevine Belgije ter obljubili ohranitev neodvisnosti kraljevine in premoženja ob sklenitvi miru, v primeru zavrnitve pa je zagrozila s sovražnim napadom. Edward Grey je nato belgijski kongres obvestil, da bodo Britanci v primeru nemškega napada branili nevtralnost Belgije.
 

4. avgusta 1914 je britanski premier H. H. Asquith britanskemu parlamentu podal naslednjo izjavo:
Belgijski kralj je vložil pritožbo Njegovemu Veličanstvu za diplomatsko intervencijo v imenu Belgije. Vlada Njegovega Veličanstva pravi, da se nemška vlada trudi belgijski vladi dostaviti poročilo, v katerem ob sklenitvi miru predlaga normalno nevtralnost in prost prehod nemške vojske skozi belgijsko ozemlje, in obljublja ohranitev neodvisnosti in celovitosti kraljevine in njene posesti, v primeru belgijske zavrnitve pa ji grozi s sovražnim napadom. Odgovor zahtevamo v največ dvanajstih urah. Razumemo tudi kategorično belgijsko zavrnitev, da je to očitna kršitev Zakona narodov. Vlada Njegovega Veličanstva je vezana na upiranje zoper kršitve pogodbe in mora zahtevati zagotovilo, da se pritiski na Belgijo ne bodo nadaljevali, in da bo Nemčija belgijsko nevtralnost spoštovala. Za takojšen odgovor moramo posredovati.
5. avgusta 1914 je Asquith parlamentu dejal:
Naš veleposlanik v Berlinu je prejel dokumente ob sedmih zvečer med večerjo in ob enajstih je bilo razglašeno vojno stanje med Združenim kraljestvom in Nemškim cesarstvom. Od našega veleposlanika v Bruslju smo prejeli telegram v katerem je izraženo obžalovanje belgijske vlade in belgijskega ministra za zunanje zadeve, da morajo obvestiti kralja o jutranjem vdoru nemških oboroženih sil na belgijsko ozemlje v nasprotju z pogoji pogodbe.
Na isti seji je britanski parlament glasoval za odobritev kredita £100.000.000 (10.300.000.000 £ leta 2019) za vojne potrebe. Winston Churchill je pozneje zapisal:
Ura je bila 23:00 - 12:00 ob nemškem času - ko je ultimat potekel. Okna Admiralitete so se široko odprla in spustila noter topel nočni zrak. Pod streho, kjer je Nelson prejel sporočilo, so njegovi kolegi zbrali majhno skupino admiralov in kapitanov ter skupino uradnikov. Iz smeri palače se je slišal zvok neizmernega petja "Bog, obvaruj kraljico!" in ko je zazvonil Big Ben, je globok val šumenja zajel sobo. Vojni telegram, ki je razglasil "začetek sovražnosti proti Nemčiji," je prižgal luči na naših ladjah in obratih. 
Odšel sem v sobo kabineta in poročal vladnim ministrom, ki so bili tam, da je bilo vojno stanje med državama razglašeno. 

- Winston Churchill 
5. avgusta zjutraj je Lewis Harcourt, minister za kolonije, vodil pododbor Odbora za obrambo, ki je priporočilo predsedniškemu kabinetu za pošiljanje naročil, da zasede večino nemških kolonij v Afriki in da pozove Avstralijo, da zasede nemško Novo Gvinejo in Yap ilter, Novi Zelandiji pa poslati zahtevo, da zasede Samoo in Nauru. 